# Houston, tenemos un problema
Houston, tenemos un problema (del inglés: "Houston, we have a problem") es una popular pero errónea cita de una frase dicha por el astronauta Jack Swigert durante el accidentado viaje del Apolo 13, justo después de observar una luz de advertencia acompañada de un estallido, a las 21:08 CST del 13 de abril de 1970.
La frase verídica efectuada por Swigert fue: 

—Bien, Houston, hemos tenido un problema aquí. (del inglés: "Ok, Houston, we've had a problem here".)

seguida de la de su compañero Jim Lovell: 

—Ah, Houston, hemos tenido un problema. (del inglés: "Uh, Houston, we've had a problem".)

Una gran cantidad de luces de advertencia se encendieron en serie indicando la pérdida de dos de las tres fuentes generadoras de energía.
Desde entonces, la frase se ha popularizado, usándose para dar cuenta —de manera informal— del surgimiento de un problema imprevisto.

## El mensaje y su traducción
El diálogo ocurrido entre la base y el astronauta fue el siguiente:
| Original (inglés)                                                        | Traducción                                            |
| ------------------------------------------------------------------------ | ----------------------------------------------------- |
| Jack Swigert (CMP ): "Okay, Houston, we've had a problem here."          | "Bien, Houston, hemos tenido un problema aquí."       |
| CAPCOM Jack Lousma (CC ): "This is Houston. Say again, please."          | "Aquí Houston. Repita, por favor."                    |
| James A. Lovell (CDR): "Uh, Houston, we've had a problem."               | "Eh, Houston, hemos tenido un problema."              |
| James A. Lovell (CDR): "We've had a MAIN B BUS undervolt."               | "Tenemos una bajada de tensión en BUS PRINCIPAL B."   |
| CAPCOM Jack Lousma (CC): "Roger, MAIN B BUS undervolt."                  | "Entendido, bajada de tensión en el BUS PRINCIPAL B." |
| CAPCOM Jack Lousma (CC): "Okay, stand by Thirteen, we're looking at it." | "Bueno, esperen Trece, estamos revisándolo."          |